# Comté d'Esperance
 (mars 2018).
Si vous disposez d'ouvrages ou d'articles de référence ou si vous connaissez des sites web de qualité traitant du thème abordé ici, merci de compléter l'article en donnant les références utiles à sa vérifiabilité et en les liant à la section « Notes et références ».
Le Comté d'Esperance est une zone d'administration locale au sud de l'Australie-Occidentale en Australie. Le comté est situé à 400 kilomètres au sud de la ville de  Kalgoorlie et à 720 kilomètres à l'est-sud-est de Perth. 
Le centre administratif du comté est la ville d'Esperance.
Le comté est divisé en un certain nombre de localités:
- Esperance
- Parc National du cap Aride
- Parc national du cap Le Grand
- Cascade
- Condingup
- Coomalbidgup
- Dalyup
- Gibson
- Grass Patch
- Israelite Bay
- Neridup
- Salmon Gums
- Scaddan

Le comté a 11 conseillers locaux et est divisé en 2 circonscriptions:
Town Ward (7 conseillers) 
Rural Ward (4 conseillers) 